# 顯徑巴士總站

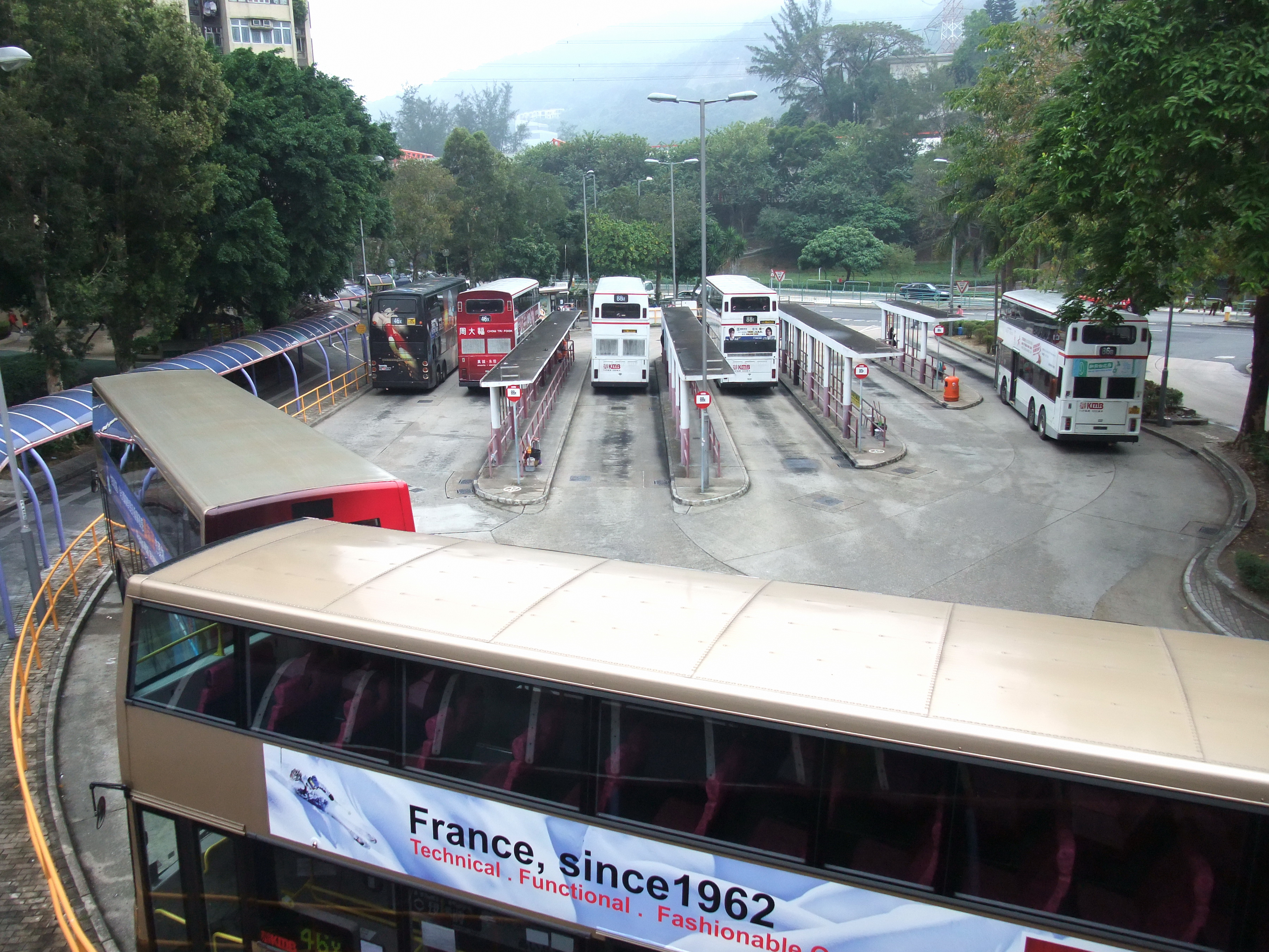
從顯徑商場望向顯徑巴士總站的車坑，巴士路線由左起分別為46X（雙坑）、88K（單坑）、80P（單坑）和286X（單坑）。

顯徑巴士總站（英文：Hin Keng Bus Terminus）是香港新界沙田區的一個公共運輸交匯處，位於顯徑商場對出，前身為顯田巴士總站，後來為配合顯徑邨入伙，於1986年11月2日改稱為顯徑巴士總站。

## 歷史
- 1974年7月1日：第一代九巴88線投入服務，來往顯田及小瀝源。
- 1976年6月1日：九巴88線縮短至來往小瀝源及沙田墟。九巴88A線投入服務，來往顯田及沙田墟。
- 1978年12月1日：九巴88B線投入服務，來往大圍及火炭。
- 1982年5月7日：九巴88K線投入服務，取代88A及88B線。九巴88線停止服務，由九巴84K線取代。
- 1986年11月2日：配合顯徑邨入伙，顯田巴士總站於1986年11月2日改稱為顯徑巴士總站。
- 1988年4月25日：九巴88K線特別班次投入服務，由顯徑單向往大圍火車站，本路線袛於平日早上繁忙時間提供服務。
- 1988年5月23日：九巴86B線投入服務。
- 1988年8月30日：配合九巴80線於平日早上繁忙時間不經顯徑，九巴80P線線投入服務，本路線袛於平日早上繁忙時間提供服務。
- 1988年9月25日：九巴88M線投入服務。
- 1989年9月18日：九巴88K線特別班次投入服務，由沙田市中心單向往顯徑，本路線袛於平日下午提供服務。
- 1991年5月26日：配合城門隧道轉車站啟用，九巴46X線由秦石巴士總站遷往顯徑巴士總站。
- 1992年4月13日：配合九巴87B線於平日早上繁忙時間不經顯徑，九巴87P線線投入服務，本路線袛於平日早上繁忙時間提供服務。
- 1992年4月27日：九巴46P線線投入服務，本路線袛於平日早上繁忙時間提供服務。
- 1994年2月20日：九巴88K線平日下午特別班次更名為88P線，並提升至每天早上至黃昏雙向服務。
- 1994年2月21日：九巴46X線早上由荔景（南）開往顯徑的特別班次亦改編為46P線。
- 1996年6月10日：九巴88K線平日早上特別班次更名為88S線。
- 1996年12月10日：九巴80P線由觀塘往顯徑之班次永久停駛，改由九巴80線回程全日繞經顯徑取代。
- 1998年8月24日：九巴87P線由大角咀往顯徑之班次永久停駛，改由九巴87B線回程全日繞經顯徑取代。
- 2001年7月16日：九巴87P線永久停駛，改由九巴87B線來回程全日繞經顯徑取代。
- 2001年7月16日：九巴88P線永久停駛。
- 2005年8月27日：九巴88S線永久停駛。
- 2012年12月1日：九巴86B線大幅改動行車路線，來回程改經青沙公路而不經大埔公路金山段，並改為循環運作，來回程加經美田邨、美林邨、欽州街及青山道（饒宗頤文化館），路線編號改稱286X[1]。
- 2013年3月24日：九巴88M線與81M線合併成281M線，而281M線雙向皆駛經本總站[2]。
- 2014年1月4日：因應46S取消，46P作出改動。46P總站改在美田，不再服務顯徑、隆亨、新翠、大圍及荔景，並擴展至平日早上及黃昏繁忙時間服務。早上班次單向由美田開往葵芳鐵路站，下午班次則循環往來美田至葵芳鐵路站[3]。
- 2020年4月27日：第二代46S線投入服務，來往顯徑及荃灣 (如心廣場)，取道城門隧道往返梨木樹、大窩口站及荃灣市中心，只在星期一至五上、下午繁忙時間分別提供來回程服務。[4]

## 總站路線資料

### 九龍巴士46S線
- 顯徑 ↔ 荃灣（如心廣場）

於2020年4月27日投入服務，途經隆亨邨、新翠邨、美林邨、城門隧道及荃灣，只於星期一至五繁忙時間提供服務。

### 九龍巴士46X線
- 顯徑 ↔ 美孚

於1990年4月20日配合城門隧道通車而投入服務，途經隆亨邨、新翠邨、美林邨、城門隧道、梨木樹、葵涌及荔景。

### 九龍巴士80P線
- 顯徑 → 觀塘碼頭

於1988年8月30日投入服務，途經隆亨邨、獅子山隧道、黃大仙、鑽石山、牛池灣、九龍灣及牛頭角，只於星期一至五上午繁忙時間提供服務。

### 九龍巴士88K線
- 顯徑 ↔ 駿景園

於1982年5月7日投入服務，途經大圍、沙田市中心及火炭站。

### 九龍巴士286X線
- 沙田（顯徑） ↺ 深水埗

於2012年12月1日投入服務，途經大圍、美林邨、尖山隧道、深水埗、長沙灣及荔枝角站，為首條途經青沙公路來往九龍市區的全日巴士路線。

### 九龍巴士288C線
- 水泉澳 → 顯徑

### 九龍巴士T80線
- 美田／顯徑 → 九龍灣

於2025年2月10日投入服務。

## 過往路線資料
- 九龍巴士45X線（已取消）
- 九龍巴士46P線（總站已於2014年1月4日遷往美田）
- 九龍巴士48A線
- 九龍巴士86B線（已取消）
- 九龍巴士88M線（已取消）

## 外部連結
- 九巴 （页面存档备份，存于）